# Jose Miguel Luengo Gallego
José Miguel Luengo Gallego es un político español. Es el actual alcalde de San Javier y secretario general del Partido Popular de la Región de Murcia.

## Trayectoria Política
A los dieciocho años decide afiliarse a Nuevas Generaciones del Partido Popular, organización en la que llega a ocupar, el cargo de Presidente de NNGG San Javier.
En 2011 fue concejal en el ayuntamiento de San Javier hasta 2015.
En las elecciones autonómicas de 2011 fue elegido diputado en la Asamblea Regional de Murcia en las filas del Partido Popular, cargo que mantuvo hasta 2015 cuando se presentó a las elecciones a Alcalde del municipio de San Javier. Ganó el PP con mayoría relativa y fue investido con la abstención de Cs. En 2019 revalida el cargo tras conseguir mayoría absoluta. 
En 2020 fue nombrado Secretario general del PP de la Región de Murcia, cargo que desempeña actualmente, junto con ser vocal del comité de dirección del Partido Popular.
En 2023 revalida su cargo como alcalde con mayoría absoluta. En dichas elecciones obtuvo un 49% de los votos. Una de cada dos personas que fueron a votar le dieron su apoyo.

## Formación
- Técnico superior en topografía y urbanismo.
- Ingeniero Técnico de Obras Públicas con especialidad en urbanismo Por la universidad privada de la UCAM.
- Graduado en Ingeniería Civil.
- Trabajó en la empresa privada hasta el año 2011 como Ingeniero Técnico de Obras Públicas.

## Nieto del cronista oficial
Miguel Gallego Zapata, abuelo del alcalde Jose Miguel Luengo Gallego, fue concejal de la ciudad desde 1952 hasta 1958 y ejerció como teniente de alcalde y cronista oficial de San Javier.